# Lake Brooks
Der Lake Brooks ist ein See im Südwesten Alaskas auf der Alaska-Halbinsel.
Der 19 m hoch gelegene und etwa 75 km² große See liegt vollständig im Katmai-Nationalpark. Der Lake Brooks besitzt eine Längsausdehnung in WSW-Richtung von 17 km sowie eine maximale Breite von 5,1 km. Der See weist eine maximale Tiefe von 75 m auf. Im See befinden sich drei größere Inseln, zwei davon nahe dem Nordufer sowie eine im östlichen Teil des Sees. Der See wird am Nordostufer über den 2,7 km langen Brooks River zum nördlich und östlich gelegenen Naknek Lake entwässert. Das Einzugsgebiet des Sees ist etwa 728 km² groß. Am Nordufer erhebt sich der 769 m hohe Dumpling Mountain. Der 991 m hohe Mount Kelez liegt 8 km südsüdöstlich vom Lake Brooks. Am Nordwestufer befindet sich eine 617 m hohe Erhebung mit einem Vermessungspunkt (Vertical Angle Bench Mark – VABM).
Benannt wurde der See nach Alfred Hulse Brooks (1871–1924), 1903–1924 beim United States Geological Survey (USGS) Chef-Geologe für Alaska.